# Айглер, Кристиан
Кристиа́н А́йглер (нем. Christian Eigler; 1 января 1984, Рот, Бавария, ФРГ) — немецкий футболист. Кристиан играет на позиции центрального нападающего, также способен играть на обоих флангах вингером, в лучшие годы отличался высокой скоростью.
Айглер является воспитанником футбольных клубов «Унтеррайхенбах» и «Нюрнберг», его профессиональная карьера началась во Второй Бундеслиге в составе «Гройтер Фюрта». В сезоне 2005/06 он с 18 голами стал лучшим бомбардиром Второй Бундеслиги, после чего перешёл в «Арминию» и два сезона выступал в Бундеслиге. В 2008 году Айглер стал игроком «Нюрнберга», за который выступал четыре года. В 2012 году он стал игроком клуба Второй Бундеслиги «Ингольштадт 04», но с декабря 2013 года стал испытывать серьёзные проблемы с травмированным коленом, из-за которых пропустил весь сезон 2014/15. Летом 2015 года он стал свободным агентом.
В 2006 году Айглер сыграл один матч за молодёжную сборную Германии, принимал участие в чемпионате Европы среди молодёжных команд 2006 года.

## Биография

### Ранние годы и «Гройтер»
Айглер до 1993 года занимался в детском футбольном клубе «Унтеррайхенбах» из одноимённого города, где вырос Кристиан. Затем он перешёл в футбольную школу клуба «Нюрнберг», где играл с 1993 по 1999 годы. Затем он по личным причинам провёл полгода без футбола и вернулся в Унтеррайхенбах. Там он продолжал играть до 2002 года, когда сменил команду и стал игроком «Гройтер Фюрта».
Проведя полгода в молодёжной команде «Гройтера», во второй половине сезона 2002/03 Айглер получил от тренера Ойгена Хаха шанс проявить себя в основном составе. Кристиан дебютировал на профессиональном уровне 6 апреля 2003 года в матче второй Бундеслиги против клуба «Рот-Вайсс». До конца сезона он принял участие ещё в шести матчах и отметился тремя забитыми голами.
В 2003—2005 годах, после смены главного тренера в «Гройтере», Айглер снова должен был доказывать своё право играть за основной состав клуба. Он регулярно появлялся на поле, чаще всего выходя на замены, но стабильного места в составе не имел, иногда выступал за дублирующий состав в баварской Оберлиге. В сезоне 2004/05 Айглер хорошо проявил себя в дубле, забив 12 голов в 11 матчах. В сезоне 2005/06 Кристиан стал полноценным игроком основного состава «Гройтера» и продемонстрировал высокую результативность уже во второй Бундеслиге, отметившись 18 забитыми голами и став лучшим бомбардиром в лиге.
В мае 2006 года Айглер неожиданно для себя попал в заявку молодёжной сборной Германии на чемпионат Европы в Португалии. Он готовился к торжественной церемонии завершения сезона в клубе, когда ему поступил звонок с вызовом в сборную, где Кристиан должен был заменить травмированного Петра Троховски. Айглер принял участие лишь в одном матче турнира, 23 мая появившись на поле во встрече со сборной Сербии и Черногории.

### «Арминия», «Нюрнберг» и «Ингольштадт»
В июне 2006 года Айглер перешёл в «Арминию» из Билефельда, которая выступала в Бундеслиге. Условия сделки по переходу игрока не разглашались, но, по оценке экспертов, за Кристиана была отдана сумма в размере около миллиона евро. Контракт игрока с клубом был рассчитан на три года. В Бундеслиге Айглер дебютировал 12 августа 2006 года в матче первого тура сезона 2006/07 против «Гамбурга» и в первом же матче за новый клуб отметился забитым голом. В общей сложности в своём первом сезоне в «Арминии» Кристиан провёл 27 матчей и отметился 6 забитыми голами. Сезон 2007/08 он начал на очень высоком уровне, в первых пяти матчах забив три гола и отдав пять голевых передач, но затем его результативность значительно снизилась. Второй сезон в Бундеслиге Айглер завершил с шестью забитыми голами и тремя голевыми передачами в 29 матчах.
В июле 2008 года, после двух лет в «Арминии», Айглер перешёл в «Нюрнберг», который вылетел во вторую Бундеслигу, но рассчитывал побороться за возвращение в элиту немецкого футбола. Сумма трансфера составила примерно 1,3 млн евро. Сразу по прибытии в новый клуб Кристиан высоко отозвался о его тренировочной базе, которая, по его мнению, была лучше, чем в его предыдущих командах. В сезоне 2008/09 Айглер сыграл важную роль в успешном выходе «Нюрнберга» в Бундеслигу, забив 8 голов и отдав 8 голевых передач в 32 матчах. Также он забил два гола в стыковых матчах с клубом «Энерги». Через год «Нюрнберг» едва вновь не вылетел из Бундеслиги, но Айглер вновь помог команде забитым голом в стыковых матчах с «Аугсбургом». В общей сложности за четыре года в «Нюрнберге» Кристиан сыграл 124 матча и забил 23 гола в чемпионате и Кубке Германии. Сезон 2011/12, ставший для Айглера последним в Бундеслиге, был отмечен несколькими серьёзными травмами, футболисту потребовалась операция на паховых мышцах. Не дожидаясь окончания сезона, Айглер сообщил, что летом 2012 года покинет «Нюрнберг» и будет искать себе новую команду.
30 июня 2012 года Айглер в статусе свободного агента перешёл в клуб второй Бундеслиги «Ингольштадт 04», в которым заключил трёхлетний контракт. Тренер команды Томас Орал назвал новобранца отличным нападающим, много лет показывающим свой высокий уровень в первом и втором дивизионах. В новом клубе Айглер смог провести лишь один полноценный сезон, в котором сыграл 27 матчей и забив 6 голов, иногда выводил команду на поле в статусе капитана, но уже в середине второго сезона он серьёзно травмировал колено. Травма потребовала операции, после которой Кристиан несколько раз ненадолго возвращался на поле. Последний свой матч он сыграл 11 апреля 2014 года против «Падерборна», проведя всего пять минут в игре. Летом 2014 года Айглеру была сделана ещё одна операция, но травма так и не была залечена. В сезоне 2014/15 футболист ни разу не выходил на поле.

## Статистика
| Выступление      | Выступление       | Выступление      | Лига | Лига | Кубки | Кубки | Итого | Итого |
| Клуб             | Лига              | Сезон            | Игры | Голы | Игры  | Голы  | Игры  | Голы  |
| ---------------- | ----------------- | ---------------- | ---- | ---- | ----- | ----- | ----- | ----- |
| Гройтер Фюрт     | Вторая Бундеслига | 2002/03          | 7    | 3    | 0     | 0     | 7     | 3     |
| Гройтер Фюрт     | Вторая Бундеслига | 2003/04          | 28   | 4    | 4     | 0     | 32    | 4     |
| Гройтер Фюрт     | Вторая Бундеслига | 2004/05          | 21   | 2    | 1     | 0     | 22    | 2     |
| Гройтер Фюрт     | Вторая Бундеслига | 2005/06          | 33   | 18   | 1     | 0     | 34    | 18    |
| Гройтер Фюрт     | Итого             | Итого            | 89   | 27   | 6     | 0     | 95    | 27    |
| Гройтер Фюрт II  | Оберлига Бавария  | 2003/04          | 3    | 3    | 0     | 0     | 3     | 3     |
| Гройтер Фюрт II  | Оберлига Бавария  | 2004/05          | 11   | 12   | 0     | 0     | 11    | 12    |
| Гройтер Фюрт II  | Итого             | Итого            | 14   | 15   | 0     | 0     | 14    | 15    |
| Арминия          | Бундеслига        | 2006/07          | 27   | 6    | 1     | 0     | 28    | 6     |
| Арминия          | Бундеслига        | 2007/08          | 29   | 6    | 2     | 2     | 31    | 8     |
| Арминия          | Итого             | Итого            | 56   | 12   | 3     | 2     | 59    | 14    |
| Нюрнберг         | Вторая Бундеслига | 2008/09          | 32   | 8    | 3     | 2     | 35    | 10    |
| Нюрнберг         | Бундеслига        | 2009/10          | 24   | 3    | 4     | 1     | 28    | 4     |
| Нюрнберг         | Бундеслига        | 2010/11          | 32   | 8    | 4     | 0     | 36    | 8     |
| Нюрнберг         | Бундеслига        | 2011/12          | 23   | 1    | 2     | 0     | 25    | 1     |
| Нюрнберг         | Итого             | Итого            | 111  | 20   | 13    | 3     | 124   | 23    |
| Ингольштадт 04   | Вторая Бундеслига | 2012/13          | 27   | 6    | 1     | 0     | 28    | 6     |
| Ингольштадт 04   | Вторая Бундеслига | 2013/14          | 21   | 2    | 3     | 0     | 24    | 2     |
| Ингольштадт 04   | Итого             | Итого            | 48   | 8    | 4     | 0     | 52    | 8     |
| Всего за карьеру | Всего за карьеру  | Всего за карьеру | 318  | 82   | 26    | 5     | 344   | 87    |

1. ↑  В графу «Кубки» входят игры и голы в национальных кубках, кубках лиги и суперкубках.